# Чіаурелі Михайло Едишерович
Миха́йло Едише́рович Чіауре́лі (груз. მიხეილ ჭიაურელი; 25 січня (6 лютого) 1894, Тифліс — 31 жовтня 1974, Тбілісі) — радянський кінорежисер, сценарист, актор, продюсер грузинського походження. Народний артист СРСР з 1948 року. Депутат Верховної ради СРСР 1—3-го скликань.

## Біографія
Михайло Чіаурелі народився 6 лютого 1894 року у Тифлісі. Батько походив із селян села Сагареджо, а мати була селянкою із Дігомі.
У 1909 році закінчив Тифліське ремісниче училище. Деякий час працював слюсарем. Брав участь у любительському робітничому театральному гуртку при Народному домі в Тифлісі. З 1915 році працював у театрі. У 1916 році закінчив школу живопису і скульптури. У 1921 році брав участь в організації театру Революційної Сатири при Грузинському відділенні РОСТу. З 1922 по 1924 рік жив у Німеччині, де навчався в скульптурних майстернях, після чого, з 1924 по 1926 роки, працював скульптором у Тифлісі. З 1926 по 1928 роки був актором і режисером «Червоного театру» при Пролеткульті. Також у період з 1926 по 1941 роки Чіаурелі був режисером і художнім керівником організованого ним Грузинського театру музичної комедії. З 1928 року — режисер тресту «Держкінопрому Грузії».
Член ВКП(б) з 1940 року.
З 1946 по 1955 рік був режисером «Мосфільму». З 1955 до 1957 року — режисер Свердловської кіностудії. Викладав у кіноакторській школі при Тбіліській кіностудії. У 1950–1960 роках викладав у ВГІКу, професор (з 1951 року)
Чоловік легендарної драматичної актриси Веріко Анджапарідзе, батько актриси Софіко Чіаурелі, дядько кінорежисера Георгія Данелії.
За спогадами Довженка, М. Чіаурелі критикував його у сталінські часи:
Ты вождю пожалел десять метров пленочки. Ты ни одного эпизода ему не сделал. Пожалел! Не хотел изобразить вождя! Гордость тебя заела, вот и пожинай теперь… ты-ы! Как надо работать в кино? И что твой талант? Тьфу, — вот что твой талант… Ничего он не значит, если ты не умеешь работать… Ты работай, как я: думай, что хочешь, а когда делаешь фильм, разбрасывай по нему то, что любят: тут серпочек, тут молоточек, там звздочка…, а також робив підступи проти Довженка як під час діяльності Берії, так і після арешту останнього.

## Фільмографія

### Режисер
- Баку (1926 рік)
- Перший корнет Стрешньов (1928 рік)
- Саба (1929 рік)
- В останню годину (1929 рік)
- Тут падають камені (1931 рік)
- Останній маскарад (1934 рік)
- Даріко (1936 рік)
- Арсен (1937 рік)
- Велика заграва (1938 рік)
- Георгій Саакадзе (1942 рік)
- Клятва (1946 рік)
- Падіння Берліна (1949 рік)
- Незабутній 1919 рік (1952 рік)
- Велике прощання (1953 рік), документальний фільм
- Подвиг народу (1956 рік), документальний фільм
- Отарова вдова (1958 рік)
- Історія однієї дівчинки (1960 рік)
- Генерали і маргаритки (1963 рік)
- Інші нині часи (1965 рік)
- Співець світанку (1967 рік), мультфільм
- Як миші кота ховали (1969 рік), мультфільм
- Півень-хірург (1970 рік), мультфільм
- Блоха і мурашка (1971 рік), мультфільм
- Глечик олії (1972 рік), мультфільм
- Винахідливий заєць (1973 рік), мультфільм
- Будинок (1974 рік), мультфільм

### Сценарист
- Тут падають камені (1931 рік)
- Останній маскарад (1934 рік)
- Арсен (1937 рік)
- Велика заграва (1938 рік)
- Блоха і мурашка (1938 рік), мультфільм
- Клятва (1946 рік)
- Падіння Берліна (1949 рік)
- Незабутній 1919 рік (1952 рік)
- Генерали і маргаритки (1963 рік)
- Інші нині часи (1965 рік)
- Як миші кота ховали (1969 рік), мультфільм
- Півень-хірург (1970 рік), мультфільм
- Блоха і мурашка (1971 рік), мультфільм
- Глечик олії (1972 рік), мультфільм
- Винахідливий заєць (1973 рік), мультфільм

### Актор
- Вбивство Генерала Грязнова (1921 рік)
- Фортеця Сурам (1922 рік)
- Зниклі скарби (1924 рік)
- Ціною тисяч (1925 рік)
- Натела (1926 рік)
- Ханума (1926 рік)

### Продюсер
- Весілля (1944 рік)
- Малахов курган (1944 рік)
- Клятва (1946 рік)
- Кето і Коте (1948 рік)
- Весняні гості (1949 рік), мультфільм

## Нагороди та відзнаки
- два ордени Леніна (11.01.1935, 1950)
- Орден Трудового Червоного Прапора (1.02.1939)
- Орден Червоної Зірки (1944)
- гранд-офіцер ордену Білого лева (Чехословаччина, 1950)
- медаль «За оборону Москви»
- медаль «За оборону Кавказу»
- медаль «За доблесну працю у Великій Вітчизняній війні 1941—1945 рр.»
- Заслужений діяч мистецтв Грузинської РСР (1941)
- Народний артист Грузинської РСР (1943)
- Народний артист СРСР (1948)

### Кінофестиваль у Карлових Варах
- Кришталевий глобус 1950 року за фільм «Падіння Берліна»
- Кришталевий глобус 1952 року за фільм «Незабутній 1919 рік»

### Сталінська преміяІ ступеня
- Лауреат в області літератури і мистецтва 1941 року
- Лауреат в області літератури і мистецтва 1943 року
- Лауреат в області літератури і мистецтва 1946 року
- Лауреат в області літератури і мистецтва 1947 року
- Лауреат в області літератури і мистецтва 1950 року за фільм «Падіння Берліна»

### Венеційський кінофестиваль
- Номінація на «Золотого Лева» (1958 рік) за фільм «Отарова вдова»